# Dan Wheldon
Daniel Clive Wheldon (ur. 22 czerwca 1978 w Emberton, zm. 16 października 2011 w Las Vegas) – brytyjski kierowca wyścigowy. Mistrz serii Indy Racing League w roku 2005.

## Kariera

### Początki kariery
Rozpoczął ściganie od kartingu już w wieku 4 lat. Do szesnastego roku życia często zwalniał się ze szkoły, aby brać udział w wyścigach. W 1999 roku przeniósł się do Stanów Zjednoczonych, aby tam rozwijać swoją karierę. Startował m.in. w takich seriach jak: Formuła Ford 2000, Toyota Atlantic oraz Indy Lights.

### Indy Racing League/IndyCar

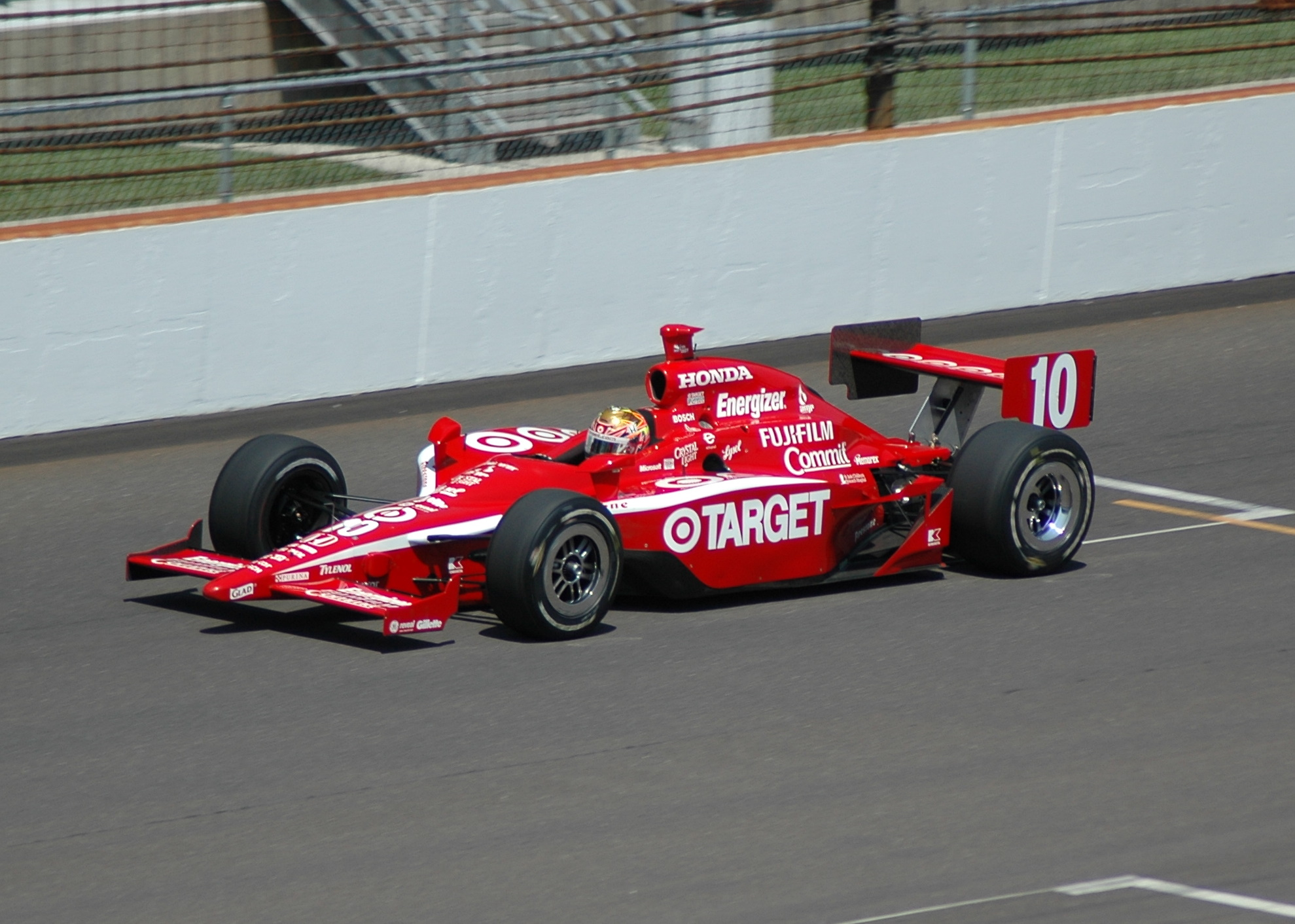
W latach 2006–2008 startował w zespole Chip Ganassi Racing

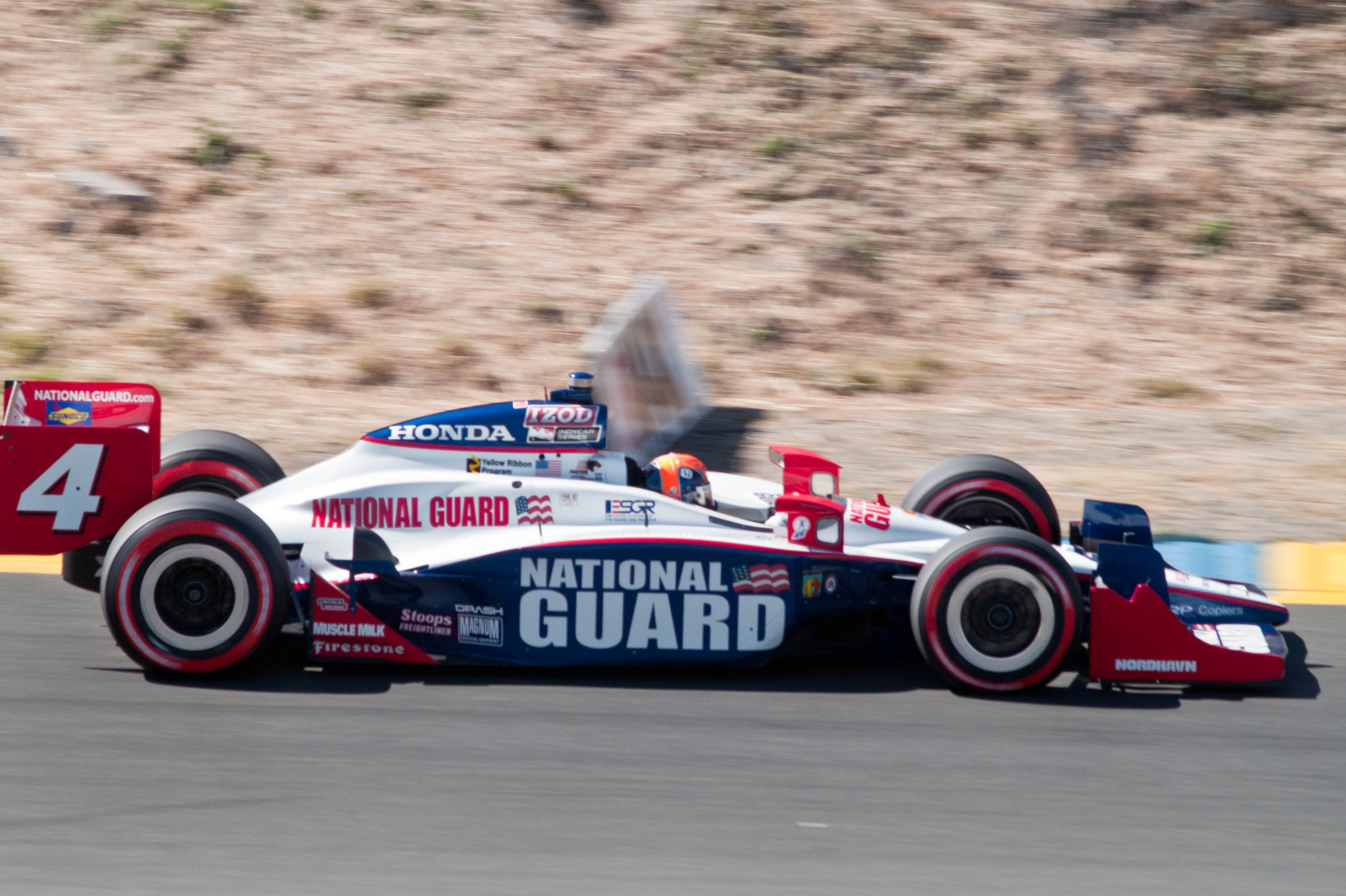
W latach 2008–2010 startował w zespole Panther Racing

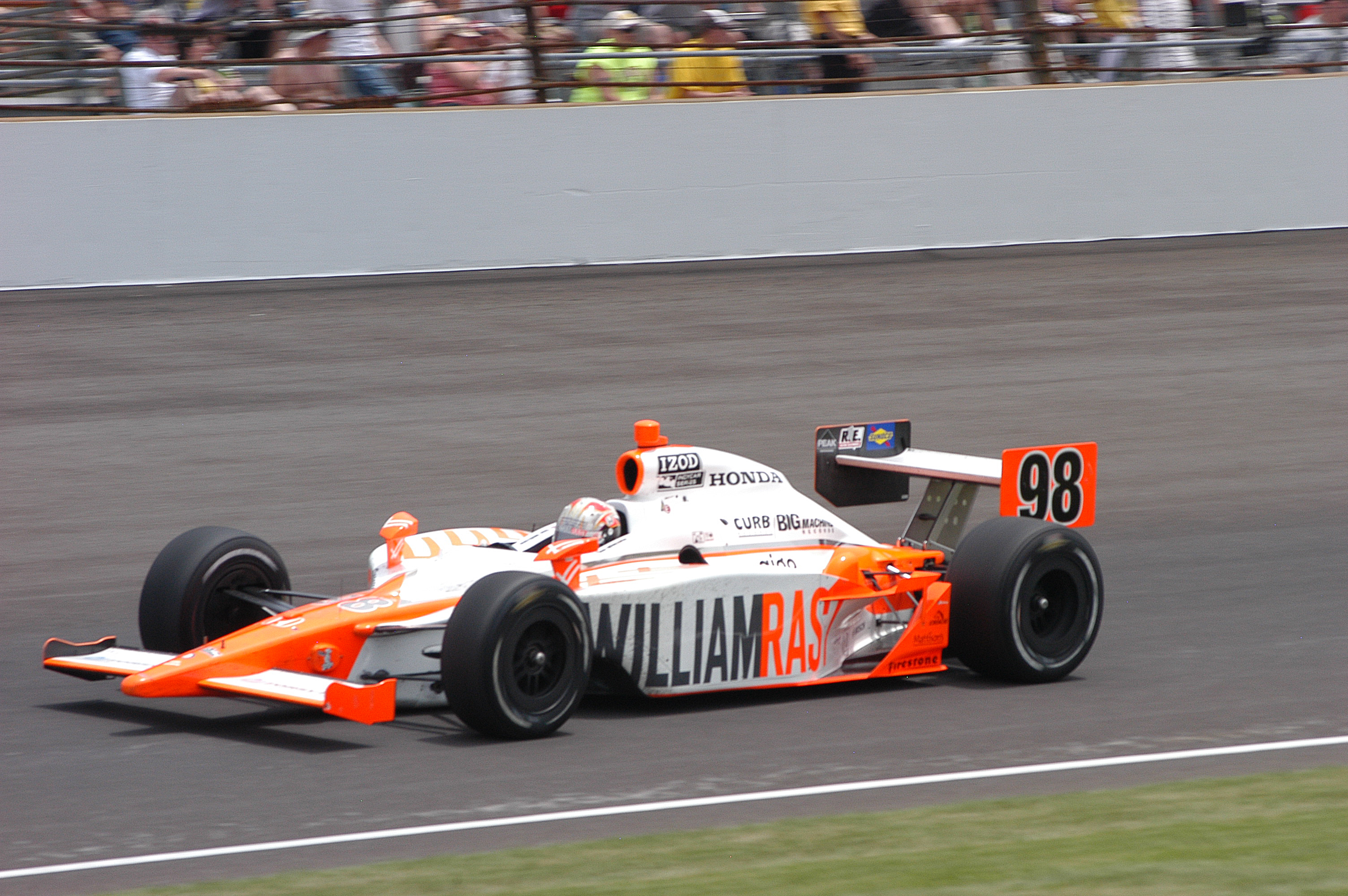
W roku 2011 wystartował w zespole Bryan Herta Autosport w Indianapolis 500

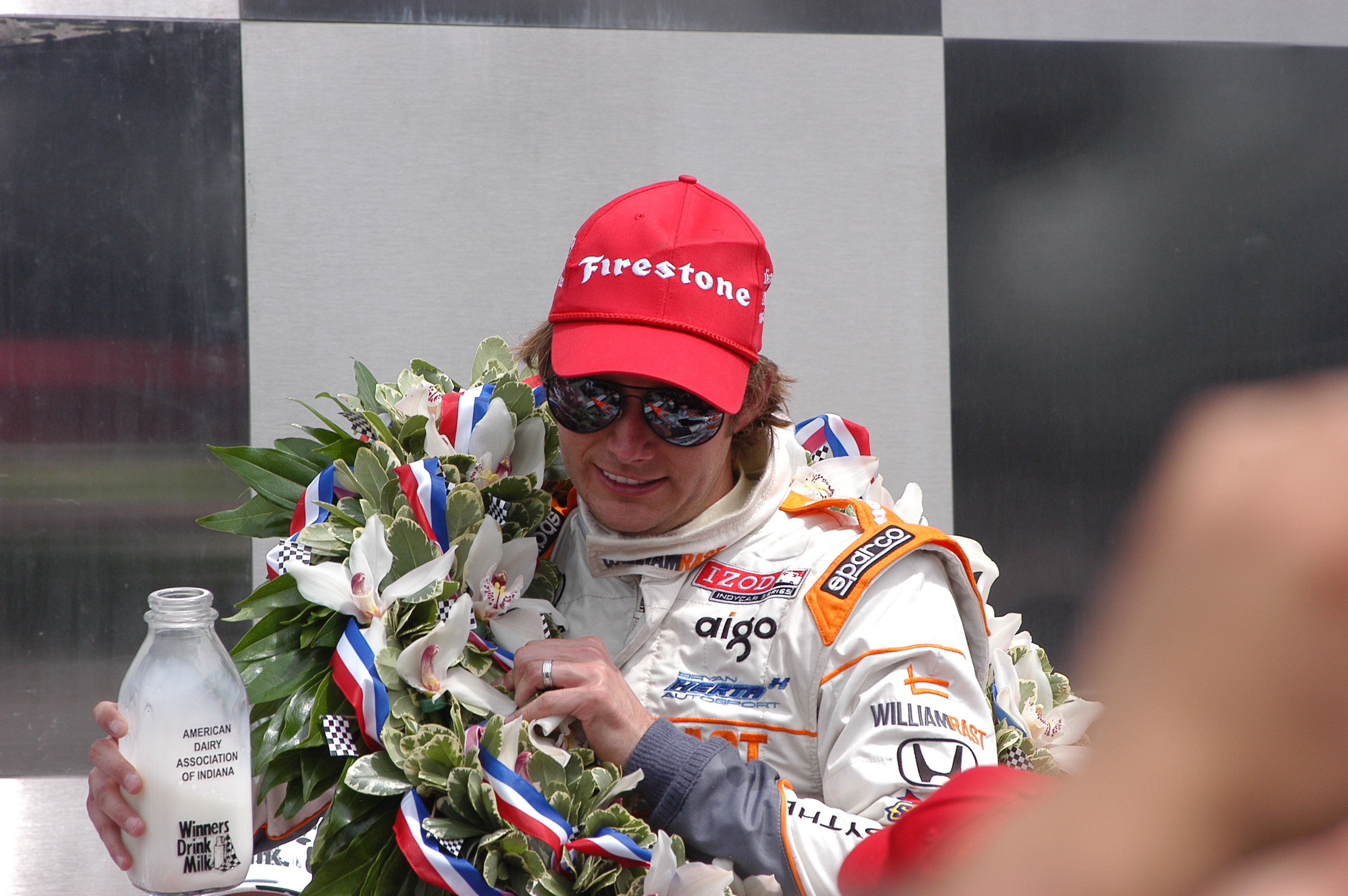
Dan Wheldon świętuje zwycięstwo w Indianapolis 500 2011

W 2002 roku wystartował w dwóch ostatnich wyścigach sezonu Indy Racing League w barwach zespołu Panther Racing. W następnym sezonie został kierowcą zespołu Andretti Green Racing i zdobył tytuł najlepszego nowicjusza (Rookie of the year). W 2004 roku odniósł swoje pierwsze zwycięstwo na japońskim torze Twin Ring Motegi, a sezon zakończył z tytułem wicemistrza serii.
Rok 2005 był najlepszym w jego karierze. Wygrał sześć wyścigów w sezonie, w tym ten najważniejszy – Indianapolis 500 i zdobył tytuł mistrzowski. Pod koniec roku ogłosił, że od nowego sezonu przechodzi do konkurencyjnego zespołu Chip Ganassi Racing.
W styczniu 2006 odniósł pierwszy sukces ze swoim nowym zespołem – wygrał wyścig 24 godziny Daytony. W IndyCar natomiast wygrał dwa wyścigi i na koniec sezonu przegrał tytuł mistrzowski z Samem Hornishem Jr tylko ze względu na mniejszą liczbę zwycięstw (mieli tyle samo punktów, ale Hornish wygrał cztery wyścigi).
Kolejne dwa sezony były mniej udane, chociaż w obu wygrał dwa wyścigi i zajął 4. miejsce w klasyfikacji. W ostatnim wyścigu w 2008 roku (niepunktowanej imprezie w Australii) wystartował już w nowym zespole – Panther Racing – w którym spędził kolejne dwa sezony, zajmując w klasyfikacji miejsca pod koniec pierwszej dziesiątki.
W sezonie 2011 Wheldonowi nie udało się podpisać kontraktu na starty w pełnym cyklu zawodów, ale zatrudnił go Bryan Herta (z którym w latach 2003-2005 ścigali się w jednym zespole) na jednorazowy start w Indianapolis 500. Wyścig ten zakończył się w dość nietypowych okolicznościach. Zmierzający po pierwsze zwycięstwo w karierze J.R. Hildebrand rozbił swój pojazd na ostatnim okrążeniu wyścigu, dzięki czemu po raz drugi w karierze zwycięstwo w Indianapolis 500 odniósł Wheldon (Hildebrand dotoczył się na drugim miejscu). W dalszej części sezonu Dan został kierowcą testowym Dallary, przygotowującej nowe nadwozie dla serii IndyCar które zadebiutuje w 2012. Pod koniec sezonu skorzystał z propozycji startu w wyzwaniu, które miało polegać na starcie do ostatniego wyścigu sezonu 2011 na torze w Las Vegas z ostatniej pozycji. W przypadku zwycięstwa otrzymałby 5 milionów dolarów do podziału po połowie z jednym z wylosowanych fanów.

#### Śmierć
16 października 2011 podczas jedenastego okrążenia wyścigu IZOD IndyCar World Championship at Las Vegas doszło do karambolu z udziałem 15 samochodów. Wśród nich był pojazd prowadzony przez Wheldona. Wpadł on na jeden z poprzedzających go samochodów, wzbił w powietrze i rozbił się na siatce okalającej tor powyżej linii barier. Wheldon został wydobyty z wraku swojego pojazdu i przetransportowany helikopterem do szpitala, gdzie stwierdzono jego śmierć w wyniku odniesionych urazów.
Po śmierci Wheldona wyszło na jaw, że na kilka godzin przed feralnym wyścigiem podpisał on kilkuletni kontrakt na starty w zespole Andretti Autosport.

## Starty w karierze
| Sezon | Seria              | Zespół                                        | Starty | PP | Zwyc. | Punkty | Pozycja |
| ----- | ------------------ | --------------------------------------------- | ------ | -- | ----- | ------ | ------- |
| 2000  | Formuła Atlantic   | PPI Motorsports                               | 12     | 4  | 2     | 159    | 2.      |
| 2001  | Indy Lights        | PacWest Lights                                | 12     | 0  | 2     | 149    | 2.      |
| 2002  | Indy Racing League | Panther Racing                                | 2      | 0  | 0     | 35     | 36.     |
| 2003  | IRL IndyCar Series | Andretti Green Racing                         | 14     | 0  | 0     | 312    | 11.     |
| 2004  | IRL IndyCar Series | Andretti Green Racing                         | 16     | 2  | 3     | 533    | 2.      |
| 2005  | IRL IndyCar Series | Andretti Green Racing                         | 17     | 0  | 6     | 618    | 1.      |
| 2006  | IRL IndyCar Series | Chip Ganassi Racing                           | 14     | 2  | 2     | 475    | 2.      |
| 2007  | IRL IndyCar Series | Chip Ganassi Racing                           | 17     | 1  | 2     | 466    | 4.      |
| 2008  | IRL IndyCar Series | Chip Ganassi Racing                           | 17     | 0  | 2     | 492    | 4.      |
| 2008  | IRL IndyCar Series | Panther Racing                                | 1      | 0  | 0     | 492    | 4.      |
| 2009  | IRL IndyCar Series | Panther Racing                                | 17     | 0  | 0     | 354    | 10.     |
| 2010  | IRL IndyCar Series | Panther Racing                                | 17     | 0  | 0     | 388    | 9.      |
| 2011  | IRL IndyCar Series | Bryan Herta Autosport/Sam Schmidt Motorsports | 2      | 0  | 1     | 75     | 28.     |

## Starty w Indianapolis 500
| Rok  | Nadwozie | Silnik | Start | Wynik | Uwagi   |
| ---- | -------- | ------ | ----- | ----- | ------- |
| 2003 | Dallara  | Honda  | 5     | 19    | Wypadek |
| 2004 | Dallara  | Honda  | 2     | 3     |         |
| 2005 | Dallara  | Honda  | 16    | 1     |         |
| 2006 | Dallara  | Honda  | 3     | 4     |         |
| 2007 | Dallara  | Honda  | 6     | 22    | Kolizja |
| 2008 | Dallara  | Honda  | 2     | 12    |         |
| 2009 | Dallara  | Honda  | 18    | 2     |         |
| 2010 | Dallara  | Honda  | 18    | 2     |         |
| 2011 | Dallara  | Honda  | 6     | 1     |         |